# Gnorimus nobilis
Gnorimus nobilis es una especie de coleóptero de la familia Scarabaeidae.
Habita tanto llanuras como montañas. Prefiere bosques abiertos de hoja caduca. Se lo suele encontrar asociado con madera muerta.Se encuentra en el Paleártico: Europa y Turquía.

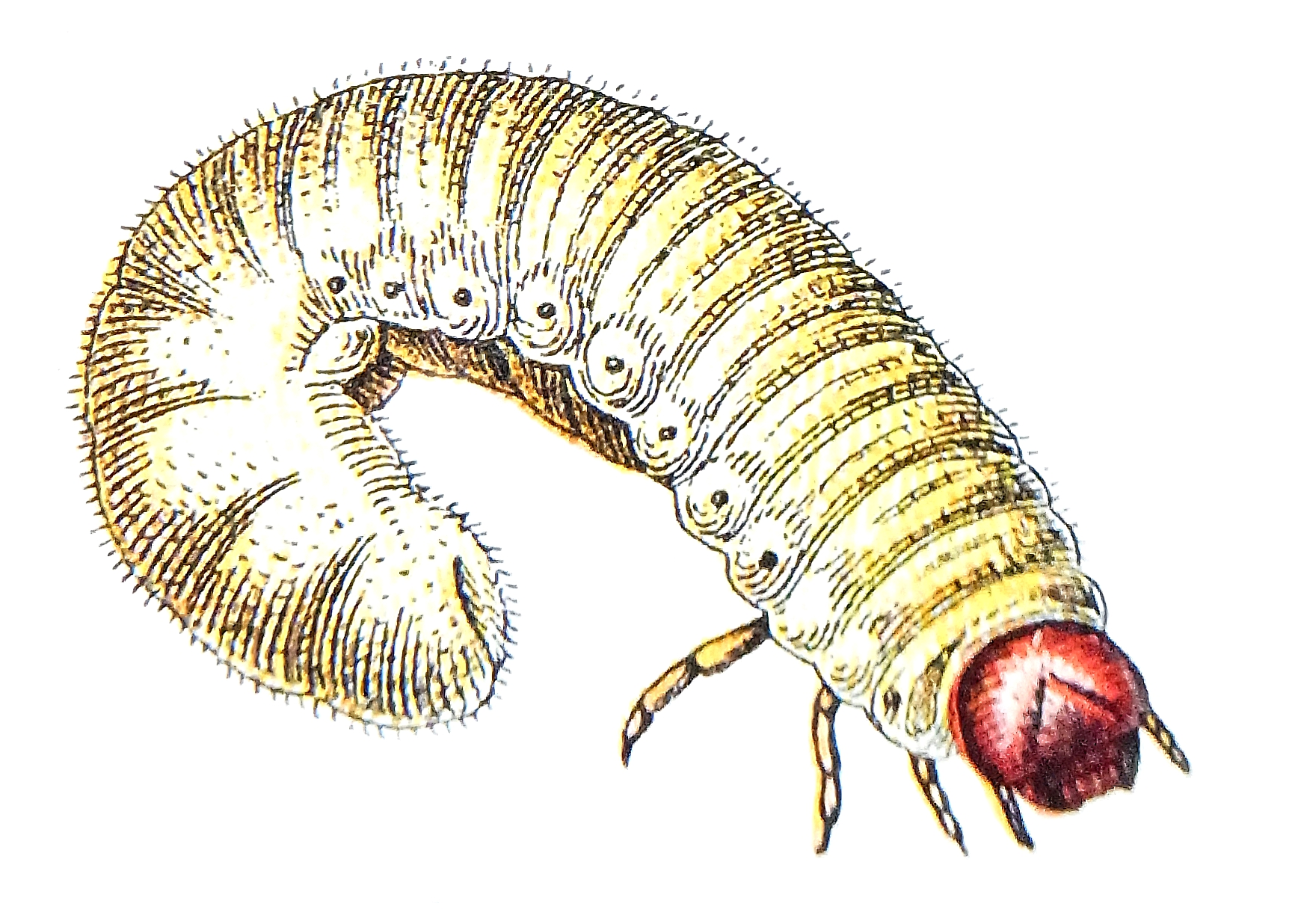
Larva